# Sanning

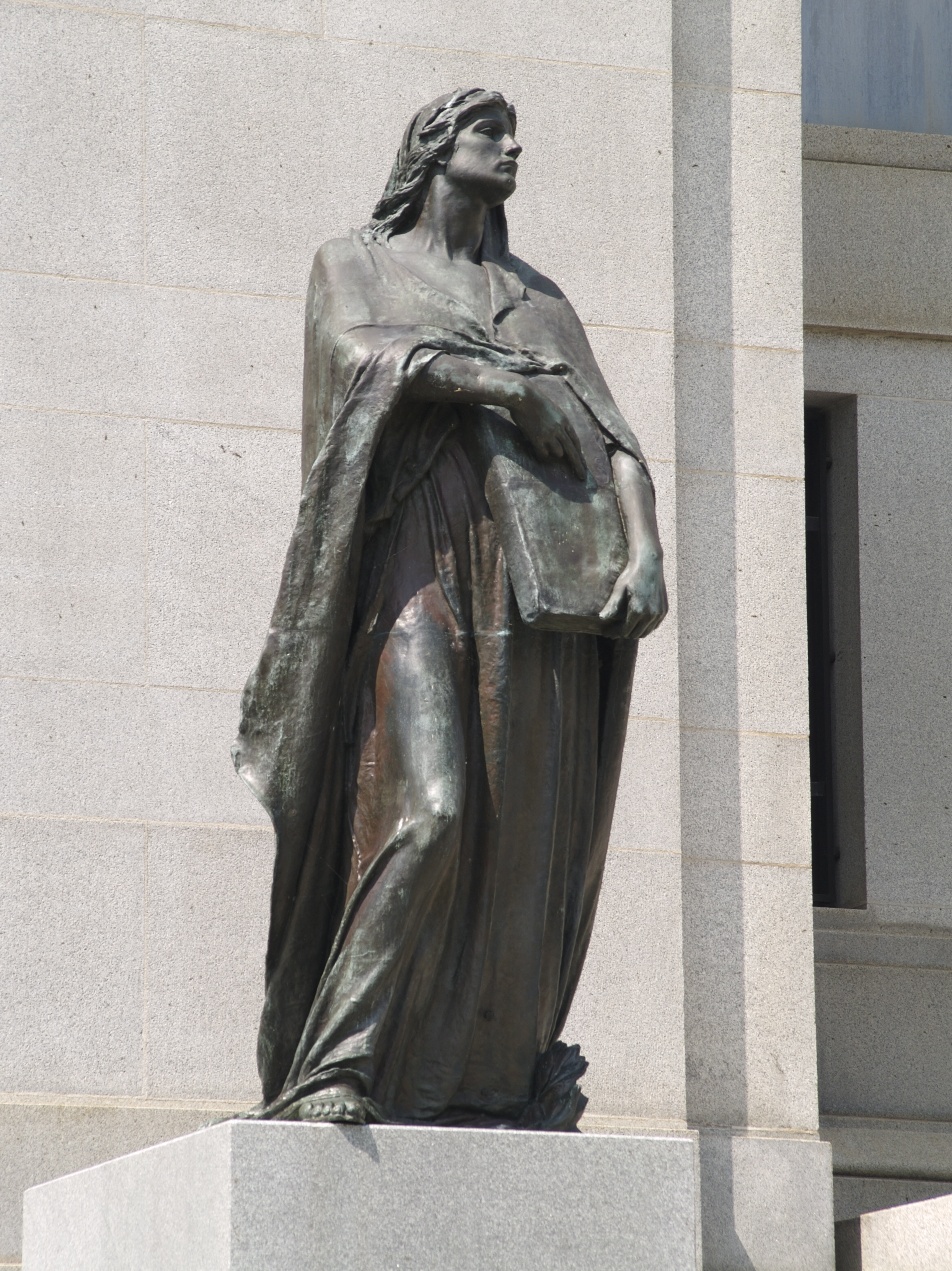
Walter Seymour Allward, Veritas, 1920.

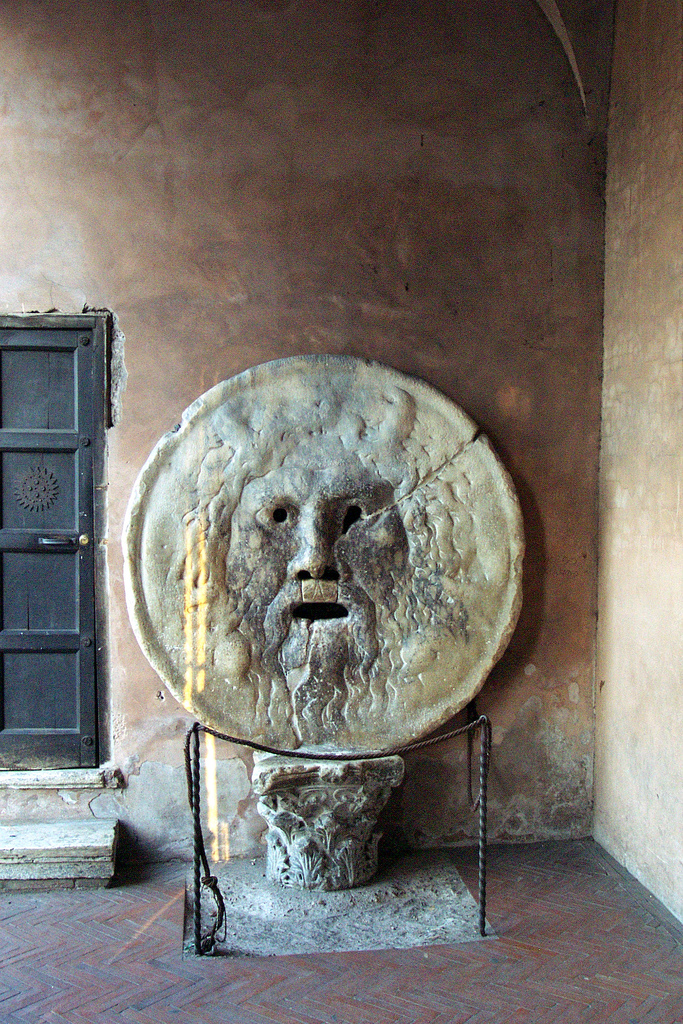
Bocca della Verità ("Sanningens mun"), som enligt medeltida sägner biter av handen på den som ljuger.

Sanning är enligt vanligt tänkesätt en uppfattnings överensstämmelse med dess föremål, eller yttrande eller tanke som överensstämmer med verkligheten. Sanning är ett ord som används såväl i dagligt tal, som inom vetenskapen och inom filosofin. Frågan är både praktisk och teoretisk, inklusive vetenskapsteoretisk.

## Sanningens logik
Sanning ses som betecknande en egenskap hos ett påstående, som kan sägas vara sant eller osant (falskt).
Enligt klassisk filosofi var varje meningsfullt påstående deskriptivt. Det antogs att det som var sant var det som beskrev den objektiva världen på ett korrekt sätt. Detta resonemang är central inom korrespondensteorin och nära associerat med den logiska positivismen och verifierbarhetsprincipen.
Uppfattningen att sanningen beskriver verkligheten har dock ifrågasättas av bland annat den pragmatiska filosofiska rörelsen, filosofen Ludwig Wittgenstein (i hans senare period) och språkvetaren J.L. Austin. Dessa menade samfällt att sanning snarare definieras av det som görs och har en praktisk betydelse. Den yttersta verklighet är den praktiska verkligheten, här och nu, menade de, varför det är meningslöst att försöka jämföra olika påståenden med en objektiv verklighet för att avgöra vad som är sant.
Enligt klassisk sanningsteori såväl som vid så kallat sunt förnuft är ett sant påstående (P) och dess negation (inte-P) ömsesidigt uteslutande. Om det är sant att Stockholm är Sveriges huvudstad så är det falskt att Stockholm inte är Sveriges huvudstad och omvänt. Om det är falskt att det regnar så regnar det inte, och omvänt, och så vidare.
Klassisk logik utgår ifrån detta samt att varje meningsfullt påstående antingen är sant eller falskt. Detta senare kallas lagen om det uteslutna tredje.
I själva verket är i klassisk logik lagen om det uteslutna tredje (P eller inte-P) logiskt ekvivalent med det är inte så att både P och inte-P är sant (motsägelselagen). Dessa två är tautologier och deras ekvivalens är också en tautologi, enligt de Morgans lagar.
Detta antas även gälla inom klassisk bevisteori, vilket strängt taget är sak samma som klassisk logik. Exempelvis bevisas ofta satser inom matematiken genom att man antar att ett påstående är sant. Om man sedan kan visa att detta antagande leder till falska konsekvenser, har man bevisat att påståendet är falskt. Då följer, enligt lagen om det uteslutna tredje, att dess negation (logiska motsats) är sann. Vill man bevisa satsen A, antar man således inte-A, visar att detta leder till något oacceptabelt, typiskt en motsägelse, och kan sedan se A som bevisat. Denna regel kallas av hävd reductio ad absurdum. Poängen är att P är sann eftersom inte-P är falsk. Egentligen har man inte bevisat P, utan bevisat att inte-P är falsk!
Således är det ett fundamentalt klassiskt bevisteoretiskt antagande att:
- Varje påstående har ett och endast ett sanningsvärde, är antingen sant eller falskt, men aldrig båda samtidigt.

Man kan undra hur detta kan ses som problematiskt? Dock finns det filosofer och matematiker som ifrågasatt den principiella giltigheten i lagen om det uteslutna tredje.
(1) En del har hävdat att ett påstående kan ha ett tredje sanningsvärde, i det att det utöver sant eller falskt kan vara möjligt. Detta har bland annat att göra med problemet med framtida påståenden, ett av Aristoteles påpekat problem med framtida tillfälligheter, eller futura kontingentia. Problemet är här att påståendet vem som är Sveriges statsminister år 2027 (exempelvis) orimligen kan antas ha ett bestämt sanningsvärde redan nu, eller ha haft det för en miljard år sedan. I så fall vore ju framtiden förutbestämd. En tänkbar lösning är då att införa möjlighet som ett tredje sanningsvärde emellan sant och falskt. Fast man kan också hävda att påståendet har ett sanningsvärde nu, fast vi inte vet vilket det är. Problematiken verkar onekligen svår att hantera.
(2) Andra, som den nederländske filosofen och matematikern Brouwer har kritiserat matematikens gängse bevisförfarande. Den ståndpunkten kallas intuitionism, och hävdar att man inte kan säga att man bevisat sanningen hos påståendet P genom att visa att inte-P medför motsägelser. Ett äkta bevis måste bestå i konstruktionen av P.

## Teorier om sanning
Sanning är emellertid inte bara en logisk fråga, utan också en begreppslig fråga, eller fler:
- Vad innebär (betyder) det att ett påstående är sant (eller inte sant)? (Semantisk fråga)
- Under vilka omständigheter är det rätt att säga att ett påstående är sant? (Normativ fråga.)
- Hur brukar folk använda ord som sann eller motsvarande, eller falsk eller motsvarande? (Deskriptiv, sociologisk fråga.)

I det följande ges en kort översikt över några vanliga filosofiska teorier om sanning. Det bör framhållas att var och en av dessa finns i mängder av undervarianter och att kontroversen mellan i synnerhet korrespondensteoretiker och koherensteoretiker är ett av filosofins både klassiska och moderna teman.
- Korrespondensteorin: Enligt korrespondensteorin är ett påstående P sant om och endast om det överensstämmer med verkligheten. Om påståendet det regnar just nu är sant, så regnar det just nu. Tanken är att verklighetens faktiska förhållanden avgör vad som är sant eller falskt. Men vad ska då avses med verkligheten? För en empiriskt lagd filosof eller tänkare i allmänhet ligger det nära till hands att säga att verkligheten = det som observeras. Men detta leder snabbt till filosofiska (och perceptionspsykologiska) problem om hur observationer förhåller sig till verkligheten.Alfred Tarski utgick ifrån tanken att satsen "det regnar" är sann om och endast om det regnar. Detta gav"P" är sann om och endast om P.Ett exempel till: "Uppsalas högsta kyrka är Domkyrkan" är sann om och endast om Uppsalas högsta kyrka är Domkyrkan.Tarskis mål var egentligen att påvisa en ofullständighetsegenskap hos formella, axiomatiska teorier. Han gjorde detta genom att ur sin definition härleda det som kallas Tarskis paradox. Man får den genom att i schemat sätta P = Satsen P är falsk.Det ger: satsen P är falsk om och endast om P. Nu säger varje sats att den är sann, så vi får: satsen P är falsk om och endast om P är sann. En motsägelse.Tarskis lösning förutsatte att man inför en hierarki av objektsspråk, metaspråk, meta-metaspråk etc. Samt regeln att sanning inte någonsin ska definieras inom ett språk. Sanning för språket S (= ett formellt logiskt språk) måste formuleras i ett rikare meta-språk för S. Således hade detta inte så mycket att göra med vad vi vanligen menar med sanning. Däremot var det ett viktigt logiskt-semantiskt resultat, lite erinrande om Gödels samtida resultat.
- Koherensteorin: Enligt koherensteorin som har sina rötter bland annat hos Leibniz är ett påstående sant om och endast om det är koherent med ett omfattande system av satser, som alla är inbördes koherenta. Leibniz tycks ha menat att bara ett sådant system är möjligt, och identifierade det med något gudomligt och logiskt på en gång. Tillämpat i praktiken tycks det innebära att: en sats P är sann om och endast om den är koherent med systemet S. Och eftersom en sats kan vara koherent med S1 och inkoherent med S2, S3… så är det valet av system som avgör vad som är sant. Koherensteorier för sanning brukar kritiseras för relativism. Så brukar många uppfatta Thomas Kuhns paradigmteori. Ett annat problem är vad koherens egentligen ska antas betyda.
- Pragmatisk sanningsteori: Enligt pragmatismen (Charles Sanders Peirce, William James) är sanning grovt uttryckt detsamma som användbarhet eller funktionalitet. Ett sätt att beskriva detta på är att ett påstående är sant om det har konsekvenser som slår in, i vilket fall det är gynnsamt att anta påståendet som sant. Medan korrespondensteorin gärna ser sanning som något absolut, blir det här relativt. Newtons gravitationsteori betraktades, exempelvis, som sann tills man fann situationer där den inte fungerar bra. Då övergick man till Einsteins allmänna relativitetsteori.
- Konstruktivistisk sanningsteori samt intuitionism.
- Konsensusteori: Alla sanningsteorier tenderar införa ett begrepp konsensus där vad som är sant eller inte sant avgörs inom en grupp av fria, oberoende debattörer. Detta gör sanning till ett provisorium, som hos Karl Popper. Man kan också använda det som en definition: det är sant som en majoritet är överens om. Men en sådan ståndpunkt förefaller oerhört lätt att invända emot, även om den ofta åberopas i praktiken. Problemet är förstås att de som nått en konsensus, dvs. blivit överens, ändå kan ha fel. Jorden är ju inte platt.[4]